# Chevrolet Bolt EUV
De Chevrolet Bolt EUV is een elektrische cross-over van het Amerikaanse automerk Chevrolet. De auto is in 2021 gepresenteerd en is een grotere variant van de Chevrolet Bolt. 
Opmerkelijk feitje is dat de auto's voordat ze verkoop ingingen al teruggeroepen moesten worden door een elektronische fout.

## Geschiedenis
De Chevrolet Bolt EUV werd in februari 2021 gepresenteerd aan het publiek. De auto was alleen bedoeld voor de Noord-Amerikaanse markt en was een grotere variant van de Bolt EV, een hatchback van Chevrolet. In augustus dat jaar verschenen de eerste modellen bij Chevrolet-dealers. Door de terugroepactie was Chevrolet genoodzaakt om de productie van de Bolt EUV en Bolt EV tussen november 2021 en april 2022 te staken. Van de bestaande modellen werden er in die periode slechts 400 stuks verkocht.
De Chevrolet Bolt EUV was het eerste model van Chevrolet waar handsfree rijden werd aangeboden.
Begin 2023 werd er bekend gemaakt dat de productie van de Bolt zou beëindigen om ruimte te maken voor een nieuwe generatie elektrische voertuigen. De fabriek in Michigan, waar de Bolt EUV werd gemaakt, werd omgebouwd om elektrische Chevrolet Silverado's te produceren. In december dat jaar rolde de laatste Bolt EUV de fabriekshallen uit.
Niet lang daarna maakte Chevrolet bekend dat de Bolt in 2025 zal terugkeren. De tweede generatie Bolt EUV zal gebruik maken van betere accu's die de rijstijl en actieradius verbeteren. Hoe het voertuig eruit zal zien is nog niet bekend.

## Specificaties

### Verbruik
De United States Environmental Protection Agency beoordeelt het verbruik van auto's op drie manieren: in de stad, op de snelweg en gecombineerd. De actieradius en verbruik van de Bolt EUV zijn de volgende:
- stad: 430 km (168 wattuur per kilometer)
- snelweg: 359 km (201 wattuur per kilometer)
- gecombineerd: 398 km (182 wattuur per kilometer)

### Opladen
De Bolt EUV kan opgeladen worden met een SAE J1772-stekker. Er zijn twee snelheden tijdens het opladen, level 1 en level 2. Een level 1-oplader werkt op 120V en laadt ongeveer 4,5 kilometer per uur. Om de auto compleet op te laden moet er 88 uur gewacht worden. Een level 2-oplader werkt op 240V en laadt per uur 40 kilometer, waardoor het 10 uur duurt om de auto volledig op te laden.